# Yūki Kusano
Yūki Kusano (jap. 草野 侑己, Kusano Yūki; * 21. Juli 1996 in Hokkaidō) ist ein japanischer Fußballspieler. 

## Karriere
Yūki Kusano erlernte das Fußballspielen in der Mannschaft der JFA Academy Fukushima sowie in der Universitätsmannschaft der Hannan-Universität. Seinen ersten Vertrag unterschrieb er 2019 beim Yokohama FC. Der Verein aus Yokohama spielte in der zweiten Liga des Landes, der J2 League. 2019 wurde er mit dem Club Vizemeister und stieg in die erste Liga auf. Anfang 2021 wechselte er ein Jahr auf Leihbasis zum Zweitligisten Renofa Yamaguchi FC. Für den Klub aus Yamaguchi absolvierte er 30 Zweitligaspiele. Die Saison 2022 lieh ihn der ebenfalls in der zweiten Liga spielende FC Ryūkyū aus. Am Ende der Saison 2022 belegte Ryūkyū den vorletzten Tabellenplatz und musste in die dritte Liga absteigen. Nach der Ausleihe kehrte er nach Yokohama zurück. Hier wurde sein Vertrag nicht verlängert. Mito Hollyhock, ein Zweitligist aus Mito, nahm ihn im Februar 2024 unter Vertrag.

## Erfolge
Yokohama FC
- Japanischer Zweitligavizemeister: 2019 ▲